# Prosia
Prosia – wieś w Rumunii, w okręgu Ardżesz, w gminie Mușătești. W 2011 roku liczyła 59 mieszkańców.